# Zwiastowanie ze św. Emidiuszem
Zwiastowanie ze św. Emidiuszem – obraz włoskiego malarza renesansowego Carla Crivellego.
Jest to jeden z najbardziej znanych obrazów Crivellego, gdzie w nowatorski sposób zastosowano perspektywę i grę świateł. Dzieło zostało namalowane dla kościoła Santa Annunziata, na cześć uzyskania w 1482 roku za sprawą papieża Sykstusa IV autonomii od władzy papieskiej przez miasto Ascoli Picento. O fakcie tym świadczy napis na dole obrazu Libertas Ecclesiastica. Motyw otrzymania proklamacji uwidoczniony został w scence nad łukiem, gdzie posłaniec papieski czyta dekret przedstawicielowi miasta.
Obraz przedstawia Marię podczas zwiastowania Archanioła Gabriela. Z nieba spływa na nią złocisty promień światła, będący symbolem poczęcia Jezusa. Nad głową Dziewicy widoczny jest Duch Święty w postaci gołębia. Przed budynkiem, po lewej stronie, klęczy Archanioł w towarzystwie św. Emidiusza będącego patronem miasta. Na kolanie Gabriela spoczywa model miasta Ascoli Picento ze wszystkimi ówczesnymi wieżami.
Kwadratowa posadzka daje poczucie perspektywy, a dwa owoce na dole dzieła – tykwa i jabłko – mające bardzo widoczny cień dają poczucie realności obrazu. Światło na płótnie pada z kilku kierunków, co służy podkreśleniu różnych znaczeń przedstawionych scen.

## Symbolika obrazu
Crivelli uwidocznił bardzo wiele szczegółów, zwierząt i postaci, które mają znaczenie symboliczne i zgodnie z ikonografią renesansową wzmacniają przekaz. W komnacie Maryi, na półkach, znajdują się dwa przedmioty które nawiązują do świętego światła. Jeden z nich to świeca stojąca po lewej stronie, sugerująca przyszłe poczęcie Jezusa. Drugi to szklana waza. Nawiązuje ona do Jezusa nazywanego wodą życia. Waza ma symbolizować Marię, która w sobie będzie nosić dziecko (wodę). To, że waza wykonana jest ze szkła, ma również znaczenie symboliczne. Światło może bez przeszkód i zniszczeń przeniknąć przez nie, tak samo jak Bóg zagościł w Marii nie pozbawiając jej dziewictwa.
Nad komnata widoczny jest piękny paw, który był pierwotnie uznawany za symbol nieśmiertelności i zmartwychwstania. W tym przypadku symbolizuje przyszłe odrodzenie duchowe.
Nad łukiem znajduje się popiersie cesarza rzymskiego Konstantyna I. Owoce widoczne na pierwszym planie symbolizują zmartwychwstanie (tykwa) oraz grzech pierworodny (jabłko), przyczyna nadejścia zbawienia.